# 谭冬菁
谭冬菁（1903年—1988年），男，广东罗定人，中国政治人物、社会活动家，曾任政务院参事，广东省农业厅副厅长、广东省政协常委，中国国民党革命委员会中央委员会委员，政协第一届全体会议代表。